# Festival de la Canción de Eurovisión Junior 2022
El XX Festival de la Canción de Eurovisión Junior fue la vigésima edición del Festival de la Canción de Eurovisión Junior. Se llevó a cabo en la capital de Armenia tras la victoria de Maléna con su canción «Qami Qami» con un total de 224 puntos en la edición de 2021. Este fue el segundo festival realizado en por la Televisión Pública de Armenia después de 2011, cuando se llevó a cabo el Festival de la Canción de Eurovisión Junior también en el Complejo Karen Demirchyan de la ciudad de Ereván, tras la victoria del país el año anterior en Minsk, cuando Vladimir Arzumanyan obtuvo un total de 120 puntos con su canción «Mama».

## Organización

### Localización

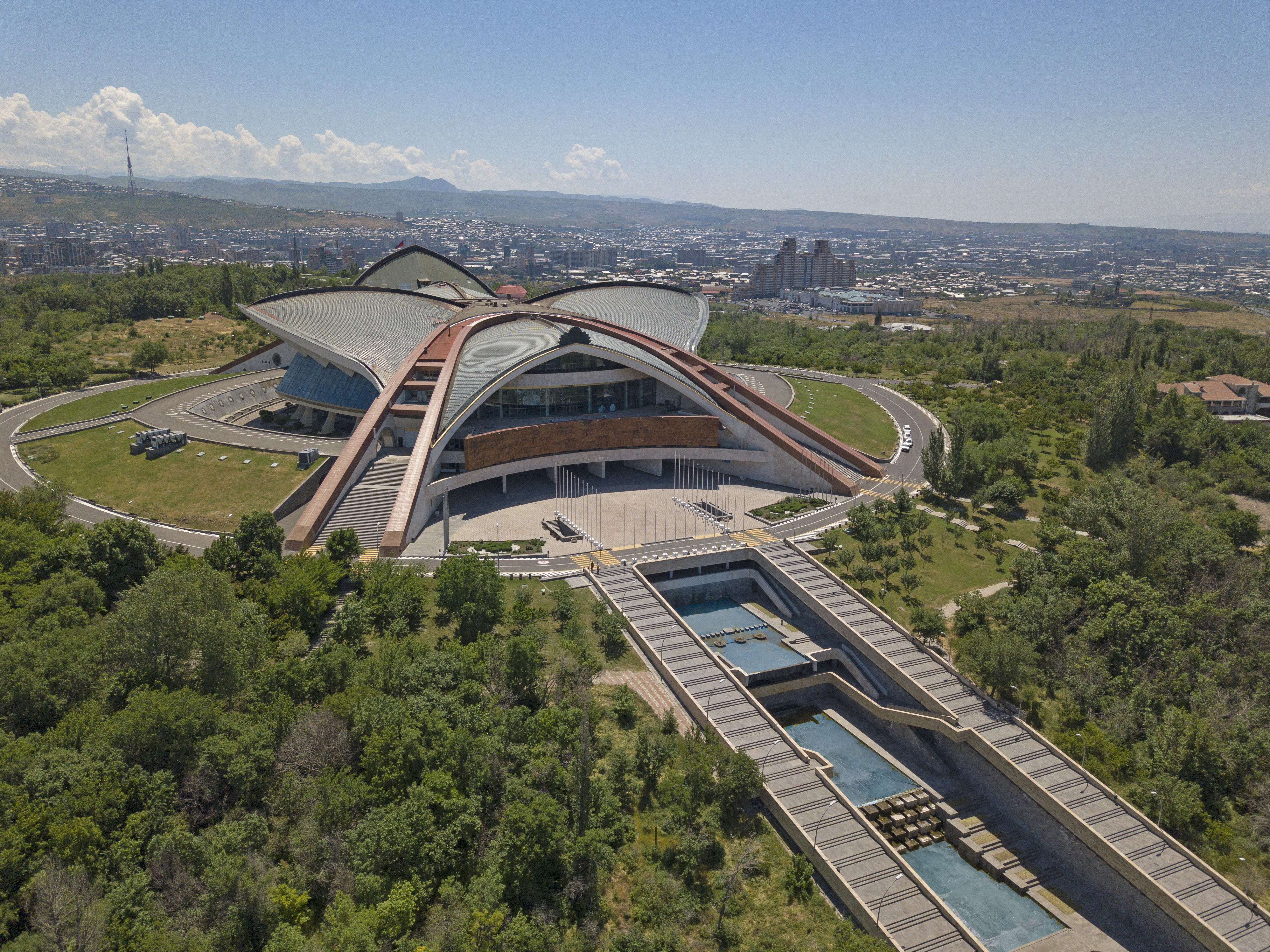
Complejo Karen Demirchyan, sede del concurso de 2022.

El concurso tuvo lugar en el Complejo de Deportes y Conciertos Karen Demirchyan en Ereván, la capital y ciudad más grande de Armenia, en diciembre de 2022. La sede acogió anteriormente el Festival de la Canción de Eurovisión Junior 2011.

#### Fase de licitación y selección de la ciudad anfitriona
Originalmente, a diferencia de la versión para adultos, el país ganador no recibía los derechos automáticos para albergar el concurso del año siguiente. A pesar de ello, desde 2019, el ganador de la edición anterior es anfitrión de la siguiente. El 21 de diciembre de 2021, la UER confirmó que Armenia, después de haber ganado el concurso de 2021 dos días antes, albergaría el concurso de 2022.
El 17 de febrero de 2022, durante una reunión del gabinete del gobierno armenio, el primer ministro Nikol Pashinián anunció que el concurso se llevaría a cabo en el Complejo Karen Demirchyan. Pashinyan también mencionó que el gobierno había asignado fondos al lugar para preparar el evento. Ya se informó a principios de esa semana que Ereván sería la ciudad anfitriona. Ereván, según los últimos datos, cuenta con casi 1.200.000 habitantes, lo que supone que aproximadamente 1 de cada 3 armenios vive en la capital. Tiene una superficie de unos 233 km2. Es una ciudad tradicional y cosmopolita a la vez. Alberga mucha actividad cultural y numerosos espectáculos. Como centro administrativo y político del país, en ella se sitúa el Parlamento y la residencia del presidente.

### Sede del festival
El Complejo Karen Demirchian es un estadio cubierto situado en Ereván, Armenia. Fue inaugurado en 1983, en tiempos de la República Socialista Soviética de Armenia, con el propósito de albergar eventos masivos en Ereván como el Campeonato Mundial de Halterofilia de ese mismo año. Acoge conciertos, competiciones deportivas y grandes acontecimientos. El estadio se encuentra ubicado en la colina Tsitsernakaberd, que domina las partes occidentales de Ereván, cerca de la garganta del río Hrazdan, que se encuentra a escasos metros del monumento dedicado a las víctimas del genocidio armenio producido durante el siglo XX. En la década de 1960, el instituto "Haypetnakhagits" planeó construir una sala de conciertos que estuviera lista para 1966. El proyecto ganador fue el estadio de 10.000 plazas, pero el proyecto no salió adelante por falta de fondos. La culminación de este estadio se considera el sucesor de aquel primer plan aprobado por las autoridades armenias.
Este peculiar complejo tiene una forma espectacular que nos recordará a un gran pájaro abriendo sus alas. También cuenta con unas escaleras a lo largo de una cascada de fuentes que llevan a los visitantes al interior del Complejo. Esta escalinata cuenta con 184 escalones. Los expertos en arquitectura han declarado en varias ocasiones que edificio en sí se asemeja a la Ópera de Sídney de Australia. Para muchos, este estadio evoca un diamante cortado que se encuentra en medio de las grandiosas colinas armenias. El complejo consta de dos grandes salones; la sala de conciertos y la sala de deportes, además de la sala de conferencias Hayastan designada para cumbres políticas con un gran espacio que da la facilidad para organizar ferias y exposiciones y el gran “Salón Argishti” para reuniones diplomáticas, reuniones científicas, conferencias y seminarios o incluso cumbres internacionales. En mayo de 2009, Armenia fue anfitriona del Campeonato Mundial de Boxeo Juvenil y las discusiones y presentaciones se llevaron a cabo en esta sala de conferencias.
El pabellón también cuenta con un gran vestíbulo que cubre un área de 1300 metros cuadrados y que es utilizado para exposiciones y otros eventos de importancia estratégica para el país. Está compuesto por un gran pabellón llamado “Sports Hall” con un aforo mínimo de 6000 localidades que cubre un área de 3785 metros cuadrados, una sala de conciertos (1900 localidades) y un pabellón deportivo que cubre 1275 metros cuadrados y puede acoger a 2000 personas. Está equipado con los últimos sistemas de audio y luces. En general, la sala acoge pequeños conciertos y fiestas corporativas. El recinto más grande dispone de una tribuna giratoria, conectada a los pabellones de menor tamaño, que permite ampliar el aforo máximo hasta los 8800 espectadores. Durante los meses más duros de la pandemia de la COVID-19, el recinto se convirtió en un hospital de campaña que llegó a acoger a 2000 enfermos.

## Países participantes
De los 16 países fundadores, en esta edición participarán seis de ellos: España, Macedonia del Norte, Malta, Países Bajos, Polonia y Reino Unido.

### Canciones y selección
| País TV                 | Título original de la canción | Artista                       | Proceso y fecha de selección                                                |
| País TV                 | Traducción del título         | Idioma                        | Proceso y fecha de selección                                                |
| ----------------------- | ----------------------------- | ----------------------------- | --------------------------------------------------------------------------- |
| Albania RTSH            | «Pakëz Diell»                 | Kejtlin Gjata                 | Junior Fest Albania 2022, 25-10-2022                                        |
| Albania RTSH            | «Un poco de sol»              | Albanés                       | Junior Fest Albania 2022, 25-10-2022                                        |
| Armenia AMPTV           | «Dance!»                      | Nare                          | Elección Interna, 28-10-2022 (Presentación de la canción 12-11-2022)        |
| Armenia AMPTV           | «¡Baila!»                     | Armenio e inglés              | Elección Interna, 28-10-2022 (Presentación de la canción 12-11-2022)        |
| España RTVE             | «Señorita»                    | Carlos Higes                  | Elección Interna, 03-10-2022 (Presentación de la canción 03-11-2022)        |
| España RTVE             | —                             | Español e inglés              | Elección Interna, 03-10-2022 (Presentación de la canción 03-11-2022)        |
| Francia FTV             | «Oh Maman!»                   | Lissandro                     | Elección Interna, 28-10-2022                                                |
| Francia FTV             | «¡Oh, mamá!»                  | Francés e inglés              | Elección Interna, 28-10-2022                                                |
| Georgia GPB             | «I Believe»                   | Mariam Bigvava                | Ranina 2022, 18-06-2022, (Presentación de la canción 08-11-2022)            |
| Georgia GPB             | «Yo creo»                     | Georgiano e inglés            | Ranina 2022, 18-06-2022, (Presentación de la canción 08-11-2022)            |
| Irlanda TG4             | «Solas»                       | Sophie Lennon                 | Junior Eurovision Éire, 23-10-2022, (Presentación de la canción 08-11-2022) |
| Irlanda TG4             | «Luz»                         | Irlandés                      | Junior Eurovision Éire, 23-10-2022, (Presentación de la canción 08-11-2022) |
| Italia RAI              | «Bla Bla Bla»                 | Chanel Dilecta                | Elección Interna, 03-11-2022 (Presentación de la canción 10-11-2022)        |
| Italia RAI              | —                             | Italiano e inglés             | Elección Interna, 03-11-2022 (Presentación de la canción 10-11-2022)        |
| Kazajistán Khabar       | «Jer-Ana (Mother Earth)»      | David Charlin                 | Baqytty Bala, 13-08-2022, (Presentación de la canción, 06-11-2022)          |
| Kazajistán Khabar       | «Madre Tierra»                | Kazajo e inglés               | Baqytty Bala, 13-08-2022, (Presentación de la canción, 06-11-2022)          |
| Macedonia del Norte MRT | «Životot E Pred Mene»         | Irina, Jovan y Lara           | Elección Interna 29-06-2022, (Presentación de la canción, 03-11-2022)       |
| Macedonia del Norte MRT | «La vida enfrente de mí»      | Macedonio e inglés            | Elección Interna 29-06-2022, (Presentación de la canción, 03-11-2022)       |
| Malta PBS               | «Diamonds In The Skies»       | Gaia Gambuzza                 | Malta Junior Eurovision Song Contest 2022, 02-10-2022                       |
| Malta PBS               | «Diamantes en los cielos»     | Inglés                        | Malta Junior Eurovision Song Contest 2022, 02-10-2022                       |
| Países Bajos AVROTROS   | «La festa»                    | Luna                          | Junior Songfestival, 24-09-2022                                             |
| Países Bajos AVROTROS   | «La fiesta»                   | Neerlandés, inglés e italiano | Junior Songfestival, 24-09-2022                                             |
| Polonia TVP             | «To The Moon»                 | Laura                         | Szansa na sukces, 25-09-2022                                                |
| Polonia TVP             | «A la Luna»                   | Polaco e inglés               | Szansa na sukces, 25-09-2022                                                |
| Portugal RTP            | «Anos 70»                     | Nicolas Alves                 | Elección Interna 10-08-2022, (Presentación de la canción 07-11-2022)        |
| Portugal RTP            | «Años 70»                     | Portugués                     | Elección Interna 10-08-2022, (Presentación de la canción 07-11-2022)        |
| Reino Unido BBC         | «Lose My Head»                | Freya Skye                    | Elección Interna, 03-11-2022                                                |
| Reino Unido BBC         | «Pierdo la cabeza»            | Inglés                        | Elección Interna, 03-11-2022                                                |
| Serbia RTS              | «Svet Bez Granica»            | Katarina Savić                | Elección Interna, 10-10-2022, (Presentación de la canción 06-11-2022)       |
| Serbia RTS              | «Mundo sin fronteras»         | Serbio                        | Elección Interna, 10-10-2022, (Presentación de la canción 06-11-2022)       |
| Ucrania UA:PBC          | «Nezlamna (Unbreakable)»      | Zlata Dziunka                 | Final Nacional, 18-09-2022                                                  |
| Ucrania UA:PBC          | «Irrompible»                  | Ucraniano e inglés            | Final Nacional, 18-09-2022                                                  |

## Festival

### Orden de actuación
| N.º | País                | Artista(s)               | Canción                  | Lugar | Puntos |
| --- | ------------------- | ------------------------ | ------------------------ | ----- | ------ |
| 01  | Países Bajos        | Luna                     | «La Festa»               | 7     | 128    |
| 02  | Polonia             | Laura                    | «To the Moon»            | 10    | 95     |
| 03  | Kazajistán          | David Charlin            | «Jer-Ana (Mother Earth)» | 15    | 47     |
| 04  | Malta               | Gaia Gambuzza            | «Diamonds in the Skies»  | 16    | 43     |
| 05  | Italia              | Chanel Dilecta           | «Bla Bla Bla»            | 11    | 95     |
| 06  | Francia             | Lissandro                | «Oh maman!»              | 1     | 203    |
| 07  | Albania             | Kejtlin Gjata            | «Pakëz diell»            | 12    | 94     |
| 08  | Georgia             | Mariam Bigvava           | «I Believe»              | 3     | 161    |
| 09  | Irlanda             | Sophie Lennon            | «Solas»                  | 4     | 150    |
| 10  | Macedonia del Norte | Lara feat. Jovan e Irina | «Životot e pred mene»    | 14    | 54     |
| 11  | España              | Carlos Higes             | «Señorita»               | 6     | 137    |
| 12  | Reino Unido         | Freya Skye               | «Lose My Head»           | 5     | 146    |
| 13  | Portugal            | Nicolas Alves            | «Anos 70»                | 8     | 121    |
| 14  | Serbia              | Katarina Savić           | «Svet bez granica»       | 13    | 92     |
| 15  | Armenia             | Nare                     | «Dance!»                 | 2     | 180    |
| 16  | Ucrania             | Zlata Dziunka            | «Nezlamna (Unbreakable)» | 9     | 111    |

### Portavoces
| - Albania - Mariam Gvaladze (Representante y ganadora de Georgia en el Festival de la Canción de Eurovisión Junior 2011 como integrante del grupo Candy) - Armenia - Maléna (Representante y ganadora de Armenia en la edición anterior) - España - Juan Diego Álvarez (Bailarín de Carlos Higes) - Francia - Valentina Tronel (Representante y ganadora de Francia en el Festival de la Canción de Eurovisión Junior 2020) - Georgia - Niko Kajaia (Representante de Georgia en la edición anterior) - Irlanda - Holly Lennon (Hermana de Sophie Lennon) - Italia - Vincenzo Cantiello (Representante y ganador de Italia en el Festival de la Canción de Eurovisión Junior 2014) - Kazajistán - Hallash | - Macedonia del Norte - Mariam Mamadashvili (Representante y ganadora de Georgia en el Festival de la Canción de Eurovisión Junior 2016) - Malta - Gaia Cauchi (Representante y ganadora de Malta en el Festival de la Canción de Eurovisión Junior 2013) - Países Bajos - Ralf Mackenbach (Representante y ganador de Países Bajos en el Festival de la Canción de Eurovisión Junior 2009) - Polonia - Wiktoria Gabor (Representante y ganadora de Polonia en el Festival de la Canción de Eurovisión Junior 2019) - Portugal - Emily Alves (Hermana de Nicolás Alves) - Reino Unido - Tabitha Joy - Serbia - Petar Aničić (Representante de Serbia en el Festival de la Canción de Eurovisión Junior 2020) - Ucrania - Mykola Oliinyk |

### Despliegue de votaciones
| N° | A           | De                                               |
| -- | ----------- | ------------------------------------------------ |
| 4  | Francia     | Países Bajos, Italia, Irlanda, Portugal          |
| 4  | Armenia     | Kazajistán, Francia, Macedonia del Norte, España |
| 2  | Georgia     | Polonia, Armenia                                 |
| 2  | Italia      | Albania, Georgia                                 |
| 2  | Irlanda     | Malta, Serbia                                    |
| 1  | España      | Reino Unido                                      |
| 1  | Reino Unido | Ucrania                                          |

| Pos. | Jurado              | Puntos |
| ---- | ------------------- | ------ |
| 1    | Francia             | 132    |
| 2    | Georgia             | 114    |
| 3    | Armenia             | 110    |
| 4    | Irlanda             | 88     |
| 5    | Reino Unido         | 66     |
| 6    | España              | 59     |
| 7    | Países Bajos        | 58     |
| 8    | Albania             | 51     |
| 9    | Portugal            | 51     |
| 10   | Ucrania             | 47     |
| 11   | Polonia             | 42     |
| 12   | Italia              | 42     |
| 13   | Serbia              | 41     |
| 14   | Macedonia del Norte | 12     |
| 15   | Malta               | 10     |
| 16   | Kazajistán          | 5      |

| Pos. | Votación en línea   | Puntos |
| ---- | ------------------- | ------ |
| 1    | Reino Unido         | 80     |
| 2    | España              | 78     |
| 3    | Francia             | 71     |
| 4    | Países Bajos        | 70     |
| 4    | Portugal            | 70     |
| 4    | Armenia             | 70     |
| 7    | Ucrania             | 64     |
| 8    | Irlanda             | 62     |
| 9    | Polonia             | 53     |
| 9    | Italia              | 53     |
| 11   | Serbia              | 51     |
| 12   | Georgia             | 47     |
| 13   | Albania             | 43     |
| 14   | Kazajistán          | 42     |
| 14   | Macedonia del Norte | 42     |
| 16   | Malta               | 33     |

## Otros países
Para que un país sea elegible como potencial participante del Festival de Eurovisión Junior, necesita ser miembro activo de la UER. Sin embargo, se reserva el derecho a invitar a miembros asociados, como es el caso de la SBS o ABC de Australia, que participaron regularmente desde 2015 a 2019 o la Khabar de Kazajistán, actual participante y debutante en 2018.

### Miembros activos de la UER
- Alemania: El ente alemán KiKA anunció el 2 de agosto de 2022 que tomaría un “descanso creativo”, por lo que no participará este año; aunque se espera que vuelva el próximo año. Además, recalcó las inestabilidades aéreas para viajar hacia el país anfitrión.[38]

- Australia: ABC informó el 18 de abril de 2022 que no se encargarían de la participación del país en el certamen dejando la responsabilidad a la SBS.[39][40] Finalmente, el 4 de agosto de 2022 la SBS confirmó que descartaba volver al certamen dejando al país otro año más fuera del festival.[41]

- Azerbaiyán: El país no llegó a un tratado de paz con el país organizador, Armenia, por lo que su participación no puede ser viable ni se garantiza su seguridad.[42]

- Bélgica: VRT Anunció el 27 de mayo de 2022 que no regresará en esta edición.[43] Aunque RTBF aún tiene que tomar una decisión. Finalmente, no apareció en la lista final de países participantes.

- Bulgaria: Tras confirmar previamente su participación, la delegación búlgara comunicó a través de la red social Twitter, el día 25 de septiembre de 2022, que finalmente no participaría este año en el festival.

- Chipre: Anunció el 31 de julio de 2022 que no regresará en esta edición.[44]

- Croacia: No apareció entre los países participantes en la lista final revelada el 26 de septiembre.

- Dinamarca: Anunció el 24 de mayo de 2022 que no regresará en esta edición.[45]

- Eslovenia: Tras arduas negociaciones con la UER, el día 28 de mayo de 2022 rechazó volver al certamen.[46]

- Estonia: Anunció el 1 de junio de 2022 que no debutaría en esta edición aunque dejó la puerta abierta a una futura participación.[47]

- Finlandia: Anunció el 20 de mayo de 2022 que no debutará en esta edición.[45]

- Gales: Anunció el 4 de febrero de 2022 que no regresará en esta edición. Esto fue provocado por el posible polémico regreso de Reino Unido en 2022 o en 2023 al concurso infantil, el cual al final sucedió. Asimismo afirmaba que se alejaría por voluntad propia del Festival de la Canción de Eurovisión Junior.[48][49]

- Grecia: Anunció el 24 de junio de 2022 que no regresará en esta edición.[50]

- Islandia: El pasado 12 de noviembre de 2021, la radiodifusora islandesa RÚV, había enviado un equipo de radiodifusión para transmitir la edición de 2021 en París.[51] Esto podría dar una señal sobre el debut del país nórdico al concurso infantil y el posible detonante del regreso del bloque de países nórdicos a éste.[52] El director de proyectos en RÚV, Rúnar Freyr, se mostró interesado en el hecho de que Islandia debute en la próxima edición en Armenia en 2022.[53] Finalmente el 7 de julio de 2022 anunció que no debutará en esta edición[54]

- Letonia: Anunció el 24 de mayo de 2022 que no regresará en esta edición.[55]

- Lituania: Anunció el 25 de mayo de 2022 que no regresará en esta edición.[56]

- Israel: Anunció el 2 de junio de 2022 que no regresará en esta edición.[57]

- Moldavia: Anunció el 24 de mayo de 2022 que no regresará en esta edición. A pesar de que no participa desde 2013, la radiodifusora moldava TRM no descarta la posible vuelta en ediciones futuras.[58]

- Montenegro: Anunció el 29 de mayo de 2022 que no regresará en esta edición.[59]

- Noruega: La radiodifusora noruega NRK, colaboró con France Télévisions en la producción del Festival de la Canción de Eurovisión Junior 2021. También estuvo una delegación del país para observar de cerca cómo evolucionaba el festival, además de que sea posible su regreso al concurso infantil, ya que estipulaban que ”el concurso presionaba y estresaba a los menores”.[52] Sin embargo, anunció el 26 de mayo de 2022 que no regresará en esta edición, siendo otro año más fuera del concurso infantil.[60] El otro miembro de la EBU de Noruega, TV2, analizó la participación y aún tiene que tomar una decisión final.[61] Finalmente, el 2 de agosto de 2022 TV2 confirmó que tampoco participarían.[62]

- República Checa: Anunció el 8 de junio de 2022 que no debutará en esta edición[63]

- Rumania: Anunció el 1 de junio de 2022 que no regresará en esta edición.[64]

- San Marino: Anunció el 14 de junio de 2022 que no regresará en esta edición[65]

- Suecia: Varios miembros de la radiodifusora sueca SVT, estuvieron estudiando in situ el progreso del concurso infantil, aunque sin colaborar con la producción de éste. Al igual que Noruega, se estima que probablemente regresen al festival en 2022 después de tantos años alejados.[52] Finalmente el día 2 de junio de 2022 anunció que no volvería a esta edición.[40]

- Suiza: La SRF anunció el 30 de mayo de 2022 que no regresará en esta edición.[66] La RSI anunció que tampoco regresará el 5 de junio de 2022.[67] Aunque la RTS y la RTR aún tienen que tomar una decisión. Finalmente, no apareció en la lista final de países participantes.

### Países no miembros de la UER
- Bielorrusia: El pasado 28 de mayo de 2021, la emisora del país BTRC fue suspendida de la UER, por lo que la participación en JESC no puede ser posible.[68][69][70] A partir del 1 de julio de 2021, BTRC fue oficialmente suspendida de todos los festivales organizados por la UER hasta el 1 de julio de 2024.[71] No obstante, la suspensión de BTRC estará sujeta a revisiones periódicas en las reuniones del grupo ejecutivo de la UER, por lo que su participación no estaría del todo cerrada.[72]
- Rusia: A pesar de haber confirmado su participación en el concurso el 13 de febrero,[73] el 26 de febrero, las radiodifusoras rusas VGTRK y Piervy Kanal suspendieron su membresía en la UER, lo que imposibilitó la participación en 2022 y futuras participaciones.[74][75]

## Curiosidades
- Es la segunda vez que Armenia alberga el festival infantil y en el mismo recinto.
- Esta es la primera vez que Rusia no participa desde su debut debido a que sus radiodifusoras fueron suspendidas a causa de la invasión a Ucrania.
- Este festival celebra este año su vigésimo aniversario.
- Contrario al año pasado, las radiodifusoras de España y Portugal (RTVE y RTP) optaron por no elegir a sus representantes mediante el formato The Voice Kids, aunque por diferentes motivos.
  - España quiso hacer un casting en línea abierto.
  - En cambio para Portugal, la ganadora de The Voice Kids, superaba el límite de edad para el festival, ya que tiene 15 años.
- Si bien es la cuarta participación del Reino Unido en este festival, es la primera participación por parte de la BBC.
- Para esta ocasión, España optó por elegir a su representante mediante una convocatoria abierta, aunque la canción sea de elección interna. De manera similar en Armenia, Macedonia del Norte y Reino Unido.
- Este año, Kazajistán eligió a su representante mediante la gala Baqytty Bala.
  - Un dato curioso es que en esa gala estuvo como participante, Melani García, representante española del festival en 2019, quedando en segunda posición.
- Originalmente Lara e Irina fueron seleccionadas cómo un dúo de chicas, pero a último momento se les incluyó un varón en su grupo, Jovan.
  - De esta forma, es la primera vez que Macedonia del Norte manda una colaboración de artistas.
- El escenario de esta edición tiene un cierto parecido con el de la edición junior de 2018, así como también tiene parecido con el de la edición adulta de 2011.
- Es la primera vez que España manda una canción con partes en inglés.
- Es la primera vez que no hay ningún dúo participando en esta edición desde 2020.
- El 11 de diciembre fue la fecha ideal para la realización y transmisión del concurso justamente para no coincidir con la Copa Mundial de la FIFA 2022 que se disputó en Catar entre los meses de noviembre y diciembre.
  - Casualmente, esta fecha coincidió con el 76 aniversario de Unicef.
- Para este aniversario, se tenía planeado invitar a todos los ganadores de ediciones pasadas, siendo que no todos puedan asistir a Armenia por motivos distintos.
- Para este año, La Rai (radiodifusora de Italia) decidió cambiar de canal para enfocarse en un público más familiar. En vez de ser emitido en Rai Gulp, el festival será emitido en Rai 1.
- En esta edición, el concurso es presentado por primera vez por una inteligencia artificial.
- La representante irlandesa Sophie Lennon, ya había intentado representar al país el año pasado quedando finalista en la preselección.
- Es la primera vez en ocho años que un varón solista gana el festival junior. La última vez fue en 2014.